# Кирна (мыза)
Мы́за Ки́рна (нем. Kirna, Kirno), также мы́за Ке́рну (эст. Kernu mõis) — рыцарская мыза в волости Сауэ уезда Харьюмаа, Эстония. Согласно историческому административному делению мыза относилась к приходу Хагери. В годы Российской империи находилась на территории Эстляндской губернии и относилась к приходу Гаггерс.

## История мызы
Мыза Кирна была отделена от мызы Кохату в 1637 году, в результате чего последняя получила статус побочной мызы, а мыза Керну стала главной мызой. В средние века на её месте находилась мельница. В течение многих лет мыза принадлежала различным дворянским семействам.

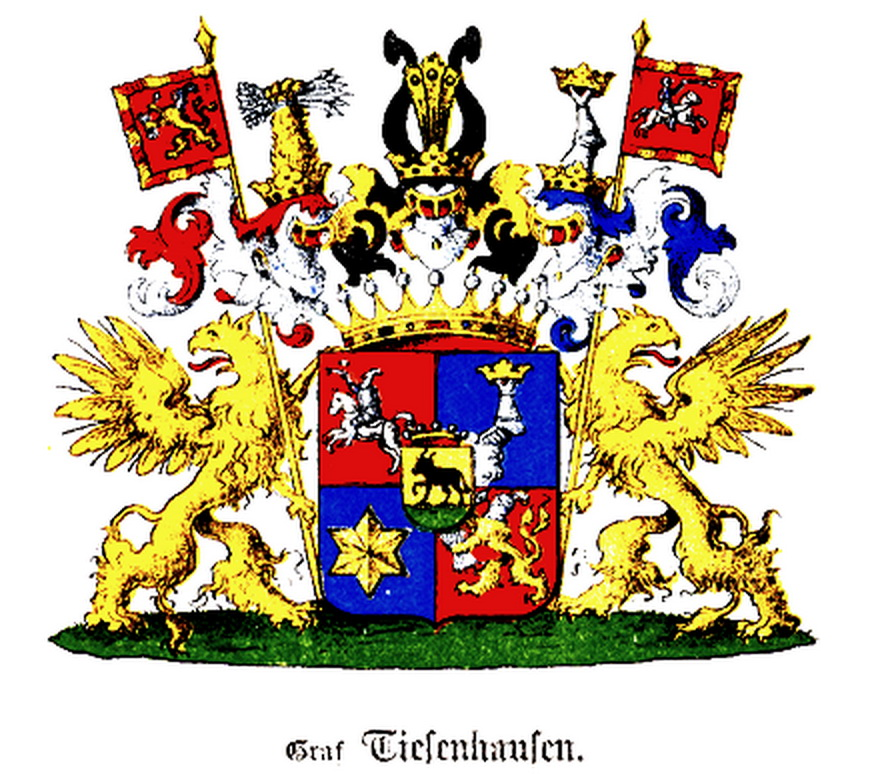
Герб Тизенгаузенов

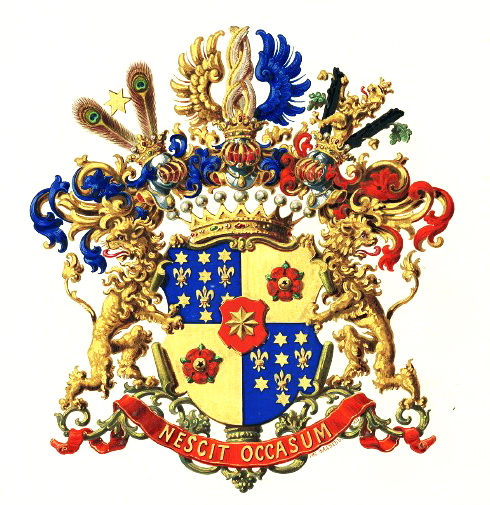
Герб Унгерн-Штернбергов

Центр мызы стали выстраивать в представительном виде в конце 18-го столетия, когда она принадлежала фон Тизенгаузенам. Тогда, вероятно, было возведено двухэтажное главное здание (господский дом) в стиле раннего классицизма.
В 1810 году мызу приобрели Унгерн-Штернберги. Бернхард Унгерн фон Штернберг в 1810—1813 годах перестроил господский дом в стиле высокого классицизма. Архитектором нового здания считается Карл Людвиг Энгель, знаменитый автор проекта центра Хельсинки.
На военно-топографических картах Российской империи (1846–1863 годы), в состав которой входила Эстляндская губерния, мыза обозначена как мз. Кирна.
После отчуждения мызы в 1919 году в её главном здании работал дом по уходу, который закрыл свои двери в 2013 году. В настоящее время здание находится в частной собственности, проводится его реставрация. В нём также работает кафе. В центре мызы в 20-м столетии добавилось несколько новых строений.

## Главное здание

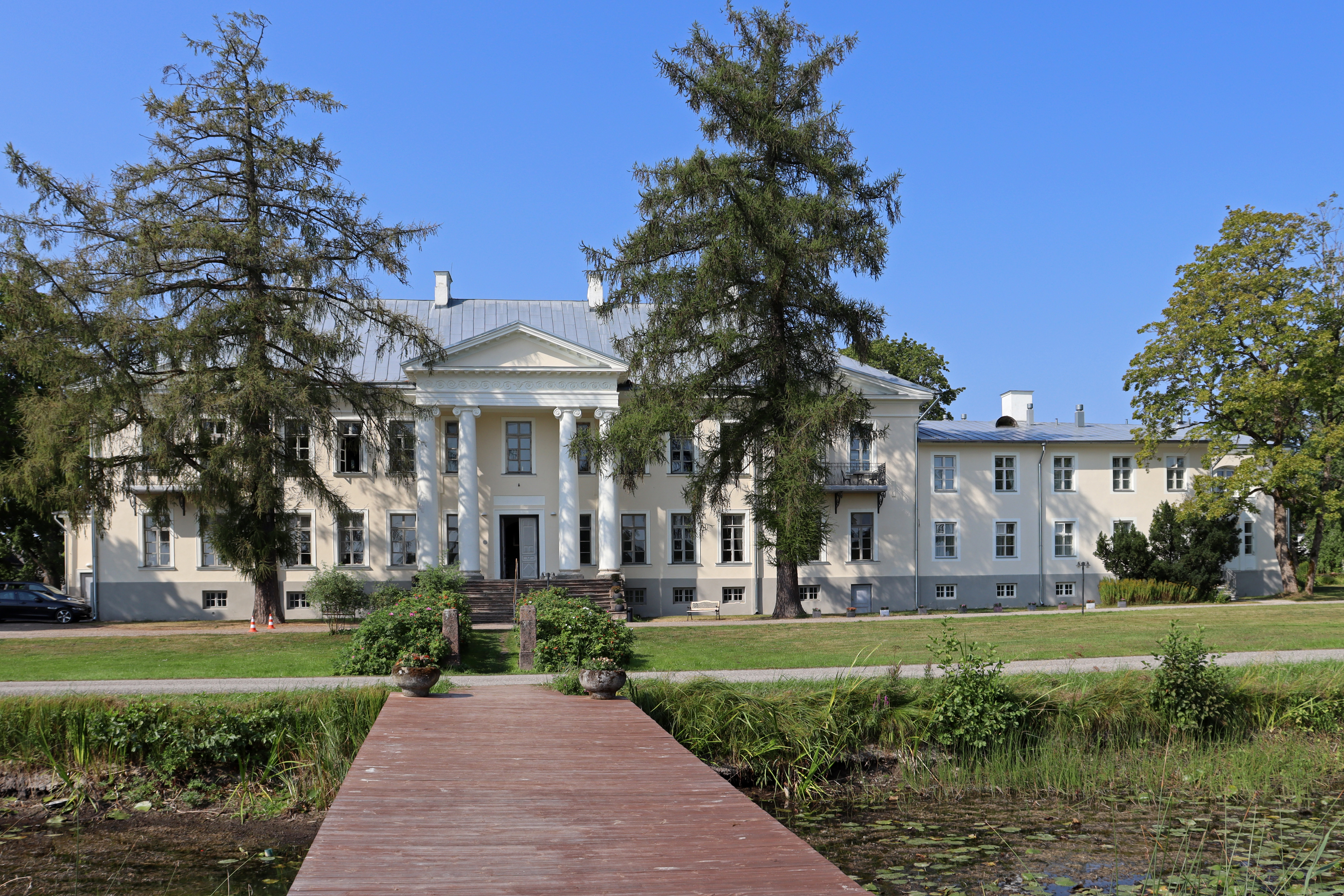
Главное здание мызы Кирна (Керну) в 2022 году

Главное здание является примечательным образцом господского дома в Эстонии в стиле высокого классицизма, который заслуживает особого внимания из-за его декора-стукко, выполненного в высокой технике.
На переднем фасаде здания расположен портик с треугольным фронтоном на четырёх ионических колоннах, на заднем фасаде — полуротонда, поддерживаемая четырьмя круглыми колоннами. До нескольких перестроек, осуществлённых  в 20-м столетии, у здания были длинные крылья-галереи, которые заканчивались двухэтажными пристройками. В настоящее время крылья здания разрушены, галерея справа частично перестроена в двухэтажную.
Передний фасад здания был направлен в сторону живописного заливного пруда, для создания которого было запружено верхнее течение протекающей мимо мызы реки Вазалемма. Много лет назад это создавало красивые виды от пруда на господский дом и наоборот. В настоящее время эти виды закрыты выросшими деревьями. От шоссе Таллин—Пярну к мызе вела полуторакилометровая дорога, изначально созданная как аллея. Мызный парк находился как в окрестностях господского дома, так и на другой стороне пруда, простираясь у моста через реку Вазалемма до Пярнуского шоссе.

## Мызный комплекс
Вспомогательные (хозяйственные) мызные постройки практически не сохранились; они стояли длинным рядом вдоль подъездной дороги. Исключением являются расположенные к юго-востоку от главного здания мызы руины мельницы и находившаяся вблизи от шоссе торговая лавка. Последняя в настоящее время полностью перестроена, от неё сохранились только стены. Нынешняя бензостанция также построена из бывшего вспомогательного мызного здания, которое полностью потеряло свой первоначальный облик.
К мызному комплексу также относится каменный мост через реку Вазалемма на шоссе Таллин—Пярну. В ходе выпрямительных работ, проведённых в 1960-х годах, шоссе было перенесено на пару сотен метров к западу, что спасло старый мост и живописный отрезок дороги, протянувшийся до Ээсмяэ. На северном берегу реки находилась принадлежавшая мызе корчма, к настоящему времени разрушенная.
В Государственный регистр памятников культуры Эстонии внесены два объекта мызного комплекса:
- главное здание (при инспектировании 17.08.2017 находилось в хорошем состоянии)[3];
- парк (при инспектировании 17.08.2017 находился в удовлетворительном состоянии)[5].

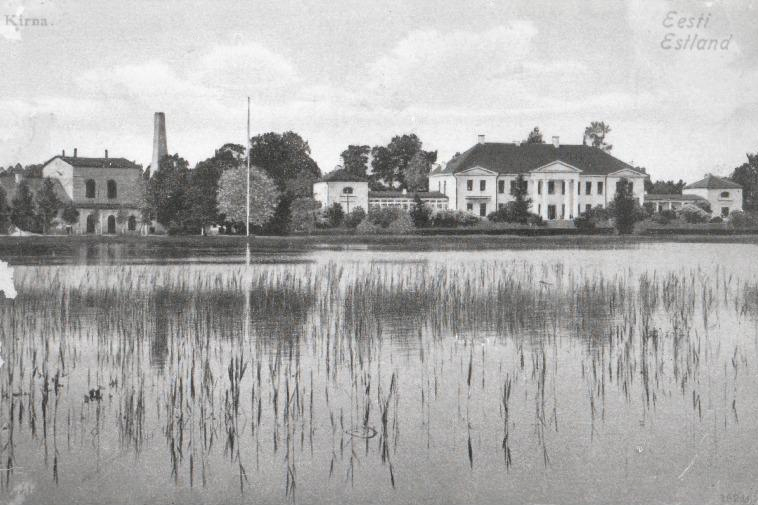
Вид на мызу Кирна со стороны пруда, 1918 год
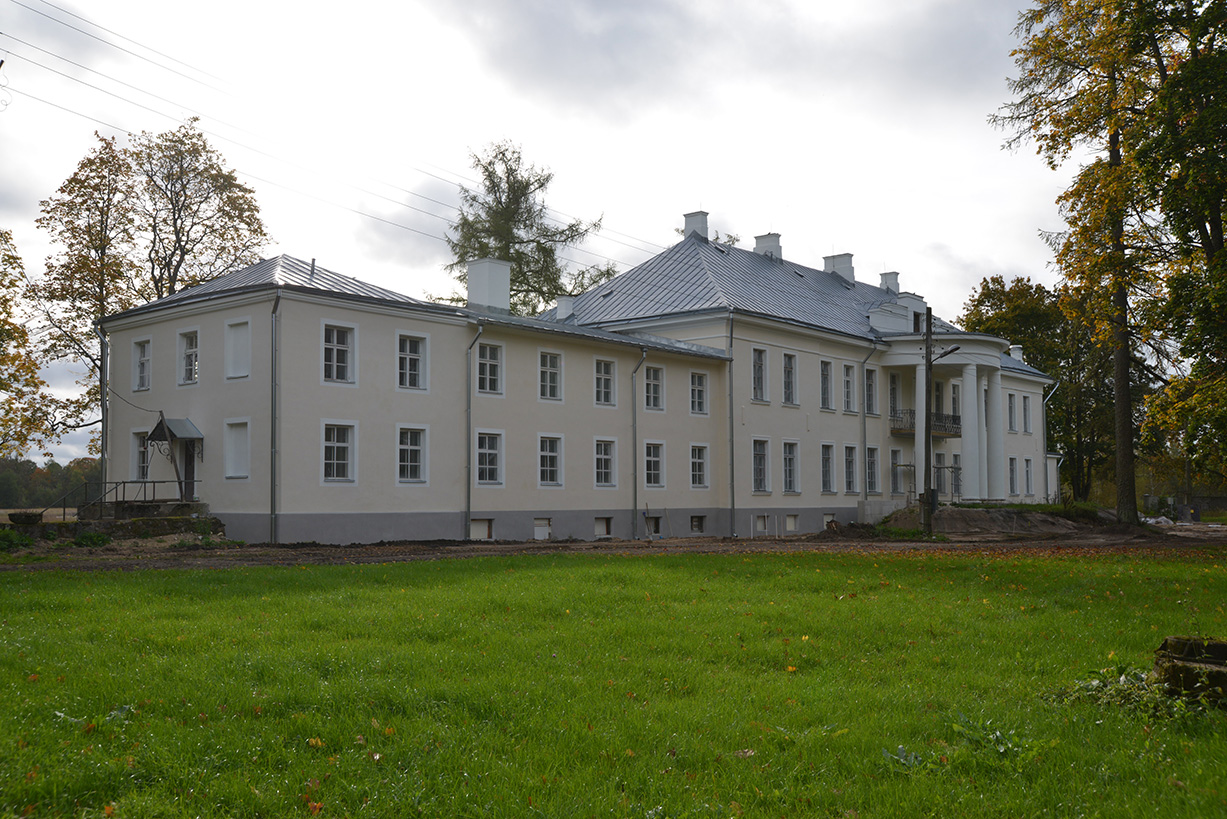
Задний фасад главного здания в 2015 году
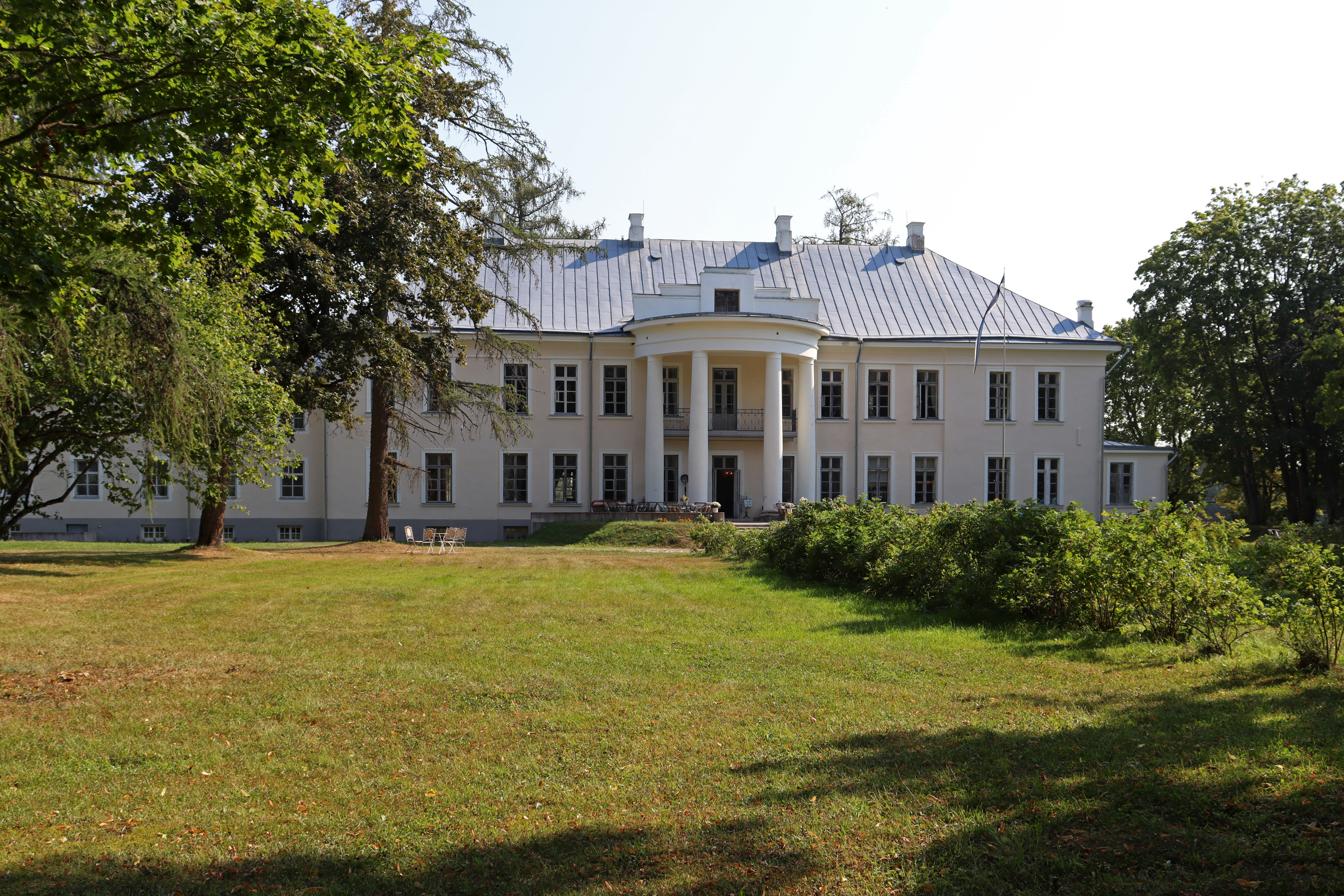
Вид на главное здание из парка, 2022 год
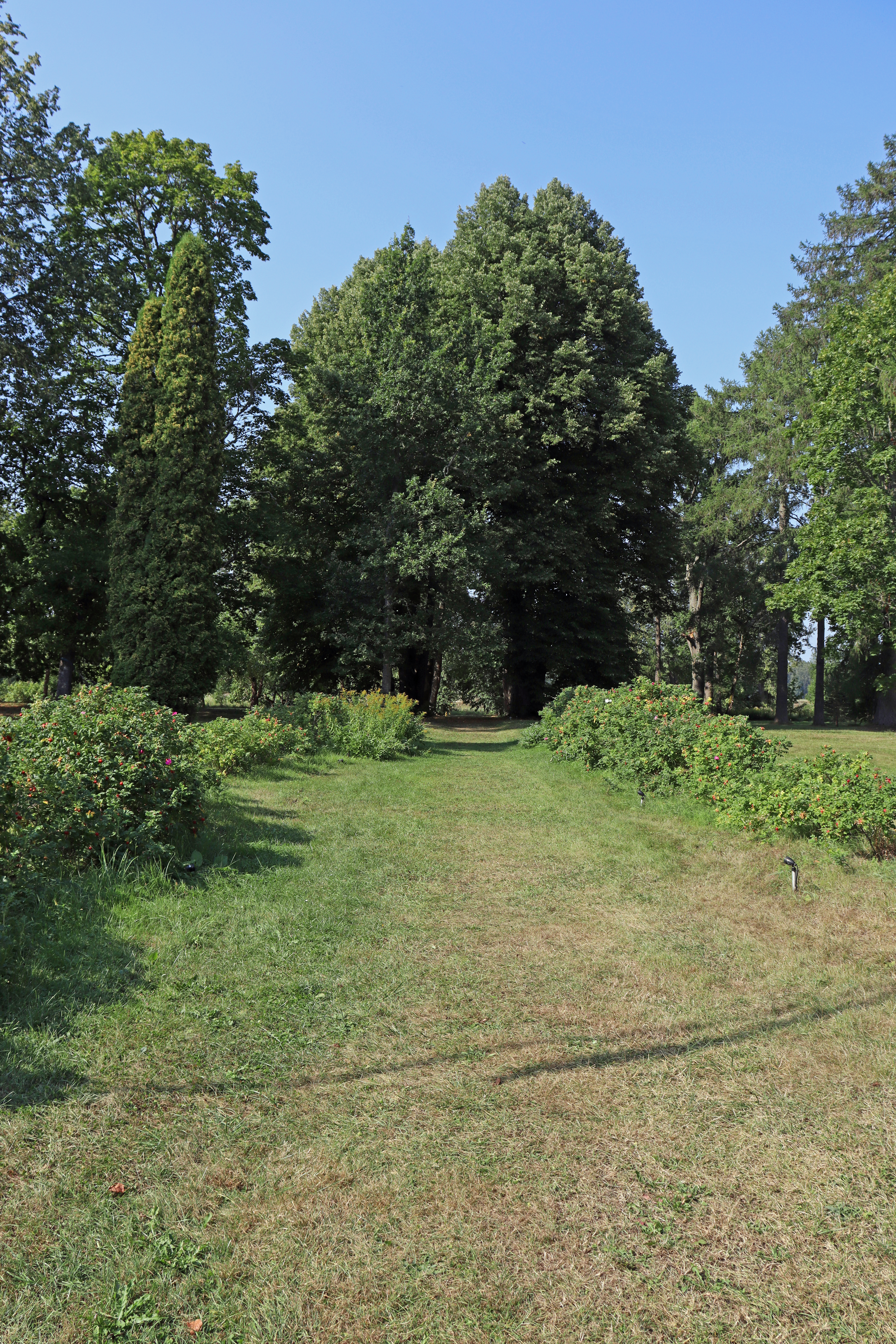
Мызный парк